# 下奥基耶波
下奥基耶波（義大利語：Occhieppo Inferiore），是意大利比耶拉省的一个市镇。总面积4平方公里，人口4015人，人口密度1003.8人/平方公里（2009年）。ISTAT代码为096040。